# Liga Distrital de Fútbol de Lince 2012
La edición del 2012 de la Primera División de la Liga distrital de Lince  participaron ocho (8) equipos y es el primer torneo que estos equipos disputan para aspirar llegar al Campeonato Descentralizado 2013 o al Torneo de Segunda División 2013.
El campeonato se jugó con el sistema de todos contra todos. Los partidos se desarrollaron en el campo deportivo La Once de Surquillo. Finalmente Asociación Deportiva San Agustín, AS Lari y Asociación Caly fueron los clasificados al Interligas de Lima 2012.
La disputa final por el campeón entre San Agustín y AS Lari no se llevó a cabo, ya que el último no se presentó al partido. Por lo tanto San Agustín, consiguió su segundo título de la liga. El club Santa Beatriz pierde la categoría y desciende a la Segunda División Distrital de Lince 2013.

## Tabla de posiciones
- San Agustín - Campeón, clasificado Interligas 2013
- AS Lari   - Subcampeón, clasificado Interligas 2013
- Asociación Caly  - Tercero, clasificado Interligas 2013
- Sacachispas
- Puerto Chala
- ASELSA
- CD Casta
- Santa Beatriz - desciende Segunda División Lince 2013

| Perú                   |
| Campeón                |
| San Agustín 2.º título |